# Dying to Try
A Dying to Try (magyarul: Meghalok, hogy megpróbáljam) az ír Brendan Murray dala, mellyel Írországot képviselte a 2017-es Eurovíziós Dalfesztiválon, Kijevben. A dal belső kiválasztás során nyerte el az eurovíziós indulás jogát, és 2017. március 10-én mutatták be nyilvánosan.

## Eurovíziós Dalfesztivál
A dalt az Eurovíziós Dalfesztiválon a május 11-i második elődöntőben adta elő, fellépési sorrendben kilencedikként a Dániát képviselő Anja Where I Am című dala után, és a San Marinót képviselő Valentina Monetta és Jimmie Wilson Spirit of the Night című dala előtt. Az elődöntőben a tizenharmadik helyen végzett, így nem jutott tovább a május 13-i döntőbe.
A következő ír induló Ryan O’Shaughnessy Together című dala volt a 2018-as Eurovíziós Dalfesztiválon.